# Proletarski (Adiguèsia)
|  | Per a altres significats, vegeu «Proletarski». |

Proletarski - Пролетарский (rus) - és un khútor de la República d'Adiguèsia, a Rússia. Es troba a la vora esquerra del riu Ulka, a 12 km al nord de Tulski i a 5 km a l'est de Maikop.
Pertany al municipi de Sévero-Vostótxnie Sadi.